# Stipa capensis
Stipa capensis – вид рослин родини Тонконогові (Poaceae). лат. capensis — географічний епітет, який натякає на місці зростання виду в Капській провінції.

## Опис
Однорічна рослина 30-70 см. Листя диморфне; при основі утворює розетку, набагато тонше, ніж стеблові. Цвітіння і плодоношення з квітня по травень.

## Поширення
Африка: Алжир; Єгипет; Лівія; Марокко; Туніс; Південна Африка — Капській провінції. Азія: Бахрейн; Кувейт; Оман; Катар; Саудівська Аравія; Об'єднані Арабські Емірати; Афганістан; Кіпр; Єгипет — Синай; Іран; Ірак; Ізраїль; Йорданія; Ліван; Сирія; Туреччина; Туркменістан; Індія [пн.-зх.]; Пакистан. Кавказ: Азербайджан. Південна Європа: Албанія; Хорватія; Греція [вкл. Крит]; Італія [вкл. Сардинія, Сицилія]; Мальта; Франція [вкл. Корсика]; Португалія; Гібралтар; Іспанія [вкл. Мадейра]. Населяє сухі луки на скелястих і піщаних ґрунтах.